# سیارک ۲۳۳۲۴
سیارک ۲۳۳۲۴ (به انگلیسی: 23324 Kwak، نامگذاری:2001BW25) بیست و سه هزار و سیصد و بیست و چهارمین سیارک کشف شده‌است که در ۲۰ ژانویه ۲۰۰۱ کشف شد.
قدر مطلق سیارک برابر ۱۴.۸ است.